# Municipio de Locust Grove (condado de Fremont)
El municipio de Locust Grove (en inglés: Locust Grove Township) es un municipio ubicado en el condado de Fremont en el estado estadounidense de Iowa. En el año 2010 tenía una población de 164 habitantes y una densidad poblacional de 2,03 personas por km².

## Geografía
El municipio de Locust Grove se encuentra ubicado en las coordenadas 40°37′7″N 95°25′52″O / 40.61861, -95.43111. Según la Oficina del Censo de los Estados Unidos, el municipio tiene una superficie total de 80.67 km², de la cual 80,67 km² corresponden a tierra firme y (0 %) 0 km² es agua.

## Demografía
Según el censo de 2010, había 164 personas residiendo en el municipio de Locust Grove. La densidad de población era de 2,03 hab./km². De los 164 habitantes, el municipio de Locust Grove estaba compuesto por el 100 % blancos. Del total de la población el 0 % eran hispanos o latinos de cualquier raza.